# Showmance
"Showmance" er den anden episode af den amerikanske tv-serie Glee. Episoden havde premiere på Fox den 9. september 2009. Den blev skrevet af seriens skabere Ryan Murphy, Brad Falchuk og Ian Brennan og instrueret af Murphy. 
Episodens handling går ud på at, koret forsøger på at rekruttere nye medlemmer ved at udfører Salt-N-Pepa's "Push It" i en skoleforsamling. Episoden viser også trekanter mellem Rachel (Lea Michele), Finn (Cory Monteith) og Quinn (Dianna Agron), samt mellem Emma (Jayma Mays), Will (Matthew Morrison), og Terri (Jessalyn Gilsig). Desuden viser episoden, at Sue Sylvester (Jane Lynch) begynder at konspirere mod klubben.
Episoden har seks coversange. Studieoptagelser af tre af de udførte sange blev udgivet som singler, til rådighed for digital download . Tre af numrene er også med på albummet Glee: The Music, Volume 1. "Showmance" introducerer de tilbagevendende medlemmer Jennifer Aspen, Kenneth Choi og Heather Morris, og gæstestjernen Valorie Hubbard.
Episoden blev set af 7,3 millioner amerikanske seere, og var den bedste modtaget premiere af Fox i tre år. Udførelsen af Kanye West's "Gold Digger" trak navnlig positive anmeldelser fra kritikerne, fra Jarett Wieselman af New York Post og Entertainment Weekly's Tim Stack sammenligner episoden positivt med seriens pilotepisode. Brian Lowry for Variety modtog imidlertid episoden dårligt, anså showet som en døgnflue, mens Robert Lloyd i Los Angeles Times noterede svagheder i de voksne karakterer.

## Plot
Cheerleadertræneren Sue Sylvester (Jane Lynch) oplyser korets leder Will Schuester (Matthew Morrison), at New Directions skal have tolv medlemmer, for at være berettiget til at konkurrere til de regionale mesterskaber. Det bliver besluttet, at New Directions performer til en skoleforsamling, i håb om at rekruttere nye medlemmer. Gruppen er imod Wills valg af sang " Le Freak "af Chic, så som et kompromis,  antyder Will, at de også skal lærer "Gold Digger" af Kanye West. Rachel Berrys (Lea Michele) crush på Finn Hudson (Cory Monteith) fører hende til at deltage i cølibatklubben, som han deltager i med sin kæreste, Quinn Fabray (Dianna Agron), der er leder af cheeleaderne Cheerios. Rachel indser hurtigt, at cølibatklubben er et sted, hvor teenagere forsøger at kom så fysisk tæt på hinanden som muligt, uden teknisk set at deltage i nogen form for seksuel aktivitet, og hun imponerer Finn ved at sige cølibatklubben ikke fungerer, fordi det er normalt for teenagere at have ønsker om sex.
Rachel overbeviser også Gleeklubbens medlemmer til hemmeligt ændre deres præstation til " Push It" af Salt-N-Pepa, for at give publikum, hvad de vil, nemlig sex. Sangen er godt modtaget af de studerende, men klager fra forældre fører til at, Principal Figgins (Iqbal Theba) at udarbejde en liste over forhåndsgodkendte, sanitære sange, som New Directions skal vælge imellem i fremtiden. Will er vred på Rachel for hendes handlinger, og da Quinn og cheerleaderne Santana (Naya Rivera) og Brittany (Heather Morris) audition for klubben med en gengivelse af "I Say a Little Prayer", giver han Rachels solo på "Don't Stop Believin'" til Quinn. Suerekrutterer senere  Quinn til at hjælpe hende at bringe koret til forfald indefra, fordi Figgins har skåret nogle af hendes midler væk for at finansiere klubben.
Derhjemme er Will at blive skubbet til af sin kone, Terri (Jessalyn Gilsig), for at finde et andet job, så de kan tillade sig at flytte ind i et nyt hus før fødslen af deres barn. Han begynder at arbejde på skolen som pedel efter timerne, og deler en romantisk øjeblik med vejleder Emma Pillsbury (Jayma Mays). Fodboldtræner Ken Tanaka (Patrick Gallagher) overholder dem, og advarer Emma ikke at blive Wills "trøste" pige. Da Will beder hende om at mødes med ham efter skole, vender Emma ham ryggen, efter at have accepteret en date med Ken. Terri opdager, at hun faktisk oplever en hysterisk graviditet, men hun kan ikke få sig selv til at fortælle Will, så hun lyver for ham, og fortæller at de skal have en søn. Hun beder ham at afslutte arbejdet som pedel.
Efter en privat generalprøve, kysser Finn og Rachel, og han er pludselig overvældet og oplever for tidlig sædafgang. Flov forlader han hende ved at bede hende glemme, at deres stævnemøde skete, og går tilbage til Quinn. En forfærdet Rachel senere synger Rihanna's "Take A Bow" med Gleeklubmedlemmer Mercedes (Amber Riley) og Tina (Jenna Ushkowitz) som kor.

## Musik
Episoden indeholder coverversioner af:
| Original artist | Sang                    |
| --------------- | ----------------------- |
| Kanye West      | "Gold Digger"           |
| Salt-N-Pepa     | "Push It",              |
| Rihanna         | "Take a Bow"            |
| Dionne Warwick  | "I Say a Little Prayer" |
| Chic            | "Le Freak"              |
| Eric Carmen     | "All By Myself"         |

## Roller

### Hovedroller
| Skuespiller      | Rolle                 |
| ---------------- | --------------------- |
| Matthew Morrison | Will Schuester        |
| Jane Lynch       | Sue Sylvester         |
| Jayma Mays       | Emma Pillsbury        |
| Jessalyn Gilsig  | Terri Schuester       |
| Lea Michele      | Rachel Berry          |
| Cory Monteith    | Finn Hudson           |
| Amber Riley      | Mercedes Jones        |
| Chris Colfer     | Kurt Hummel           |
| Kevin McHale     | Artie Abrams          |
| Jenna Ushkowitz  | Tina Cohen-Chang      |
| Mark Salling     | Noah "Puck" Puckerman |
| Dianna Agron     | Quinn Fabray          |

### Biroller
| Skuespiller         | Rolle             |
| ------------------- | ----------------- |
| Patrick Gallagher   | Ken Tanaka        |
| Iqbal Theba         | Principal Figgins |
| Jennifer Aspen      | Kendra Giardi     |
| Romy Rosemont       | Carole Hudson     |
| Naya Rivera         | Santana Lopez     |
| Heather Morris      | Brittany Pierce   |
| Kenneth Choi        | Dr. Wu            |
| Valorie Hubbard     | Peggy             |
| Michael Loeffelholz | Phil Giardi       |
| Josh Sussman        | Jacob Ben Israel  |